# Championnat de Suisse de tchoukball LNB 2009-2010
Navigation
Édition précédente Édition suivante
La ligue nationale B du championnat de Suisse de tchoukball est la deuxième division du tchoukball suisse. L'édition 2009-2010 oppose 7 équipes qui viennent toutes de Suisse romande.

## Format de la compétition
Chaque équipe joue deux matchs (aller-retour) contre chaque autre équipe. Une victoire rapporte trois points, un, match nul deux points et une défaite un point. Un match perdu par forfait ne rapporte pas de point. Au terme de la saison, en cas d'égalité de points, les équipes sont départagées de la manière suivante:
1. Confrontations directes: points obtenus, puis différence de points et enfin points marqués.
2. Tous les matchs: différence de points puis points marqués.

À l'issue du premier tour:
- La première et la deuxième équipe disputent les barrages de promition-relégation contre les deux moins bonnes équipes de la LNA, dans une série au meilleur des trois matchs (la première équipe qui remporte deux matchs est promue ou reste en LNA).

Les matchs se jouent selon les règles officielles de la FITB, à quelques exceptions près:
- Les matchs se jouent selon les règles du tchoukball sur terrain réduit (7 joueurs).
- Les équipes sont obligatoirement mixtes.
- Les matchs se jouent en trois tiers-temps de 15 minutes.

## Équipes participantes
- Chavannes
- Fribourg Région
- Genève 2
- Meyrin
- Uni-Neuchâtel
- Val-de-Ruz 2
- Vernier

## Résultats et classements

### Saison régulière

#### Tableau des matchs
|                 | Cha   | Fri | GE2   | Mey | UNe | VR2 | Ver   |
| --------------- | ----- | --- | ----- | --- | --- | --- | ----- |
| Chavannes       |       |     |       |     |     |     |       |
| Fribourg Région | 62-36 |     |       |     |     |     |       |
| Genève 2        |       |     |       |     |     |     |       |
| Meyrin          |       |     |       |     |     |     |       |
| Uni-Neuchâtel   |       |     |       |     |     |     | 55-58 |
| Val-de-Ruz 2    |       |     | 43-53 |     |     |     |       |
| Vernier         |       |     |       |     |     |     |       |

#### Matches par journée

##### 1rejournée
| Date              | Match                       | Score |
| ----------------- | --------------------------- | ----- |
| 14 septembre 2009 | Uni-Neuchâtel - Vernier     | 55-58 |
| 24 septembre 2009 | Fribourg Région - Chavannes | 62-36 |
| 25 septembre 2009 | Val-de-Ruz 2 - Genève 2     | 43-53 |

##### 2ejournée
| Date            | Match                          | Score |
| --------------- | ------------------------------ | ----- |
| 6 octobre 2009  | Meyrin - Uni-Neuchâtel         |       |
| 8 octobre 2009  | Chavannes - Genève 2           |       |
| 15 octobre 2009 | Fribourg Région - Val-de-Ruz 2 |       |

##### 3ejournée
| Date | Match | Score |
| ---- | ----- | ----- |
|      |       |       |
|      |       |       |
|      |       |       |

##### 4ejournée
| Date | Match | Score |
| ---- | ----- | ----- |
|      |       |       |
|      |       |       |
|      |       |       |

##### 5ejournée
| Date | Match | Score |
| ---- | ----- | ----- |
|      |       |       |
|      |       |       |
|      |       |       |

##### 6ejournée
| Date | Match | Score |
| ---- | ----- | ----- |
|      |       |       |
|      |       |       |
|      |       |       |

##### 7ejournée
| Date | Match | Score |
| ---- | ----- | ----- |
|      |       |       |
|      |       |       |
|      |       |       |

##### 8ejournée
| Date | Match | Score |
| ---- | ----- | ----- |
|      |       |       |
|      |       |       |
|      |       |       |

##### 9ejournée
| Date | Match | Score |
| ---- | ----- | ----- |
|      |       |       |
|      |       |       |
|      |       |       |

##### 10ejournée
| Date | Match | Score |
| ---- | ----- | ----- |
|      |       |       |
|      |       |       |
|      |       |       |

##### 11ejournée
| Date | Match | Score |
| ---- | ----- | ----- |
|      |       |       |
|      |       |       |
|      |       |       |

##### 12ejournée
| Date | Match | Score |
| ---- | ----- | ----- |
|      |       |       |
|      |       |       |
|      |       |       |

##### 13ejournée
| Date | Match | Score |
| ---- | ----- | ----- |
|      |       |       |
|      |       |       |
|      |       |       |

##### 14ejournée
| Date | Match | Score |
| ---- | ----- | ----- |
|      |       |       |
|      |       |       |
|      |       |       |

#### Classement
| Rang | Équipe          | MJ | V | N | D | F | PM | PE | Diff | Pts |
| ---- | --------------- | -- | - | - | - | - | -- | -- | ---- | --- |
| 1er  | Fribourg Région | 1  | 1 | 0 | 0 | 0 | 62 | 36 | 26   | 3   |
| 2e   | Genève 2        | 1  | 1 | 0 | 0 | 0 | 53 | 43 | 10   | 3   |
| 3e   | Vernier         | 1  | 1 | 0 | 0 | 0 | 58 | 55 | 3    | 3   |
| 4e   | Uni-Neuchâtel   | 1  | 0 | 0 | 1 | 0 | 55 | 58 | -3   | 1   |
| 5e   | Val-de-Ruz 2    | 1  | 0 | 0 | 1 | 0 | 43 | 53 | -10  | 1   |
| 6e   | Chavannes       | 1  | 0 | 0 | 1 | 0 | 36 | 62 | 26   | 1   |
| 7e   | Meyrin          | 0  | 0 | 0 | 0 | 0 | 0  | 0  | 0    | 0   |

Matches gagnés : 3 pts ; Matches nuls : 2 pts ; Matches perdus : 1 pt ; Matches perdus par forfait : 0 pt 
 1er - 2e: Barrages de promotion-relégation

## Promotion-relégation
|  |                         |  |  |  |  |
|  | 7e ligue A - 2e ligue B |  |  |  |  |
|  |                         |  |  |  |  |
|  |                         |  |  |  |  |
|  |                         |  |  |  |  |
|  |                         |  |  |  |  |
|  |                         |  |  |  |  |

|  |                          |  |  |  |  |
|  | 8e ligue A - 1er ligue B |  |  |  |  |
|  |                          |  |  |  |  |
|  |                          |  |  |  |  |
|  |                          |  |  |  |  |
|  |                          |  |  |  |  |
|  |                          |  |  |  |  |